# 스튜디오 1041
김지은의 스튜디오 1041은 TBN 울산교통방송(FM 104.1㎒)에서 평일 오전 9시부터 10시 55분까지 방송되는 울산 지역의 출근길 아침 라디오 프로그램이다.

## 매일 코너
- 행복 한 스푼 : 마음 속 큰 울림을 주는 우리 이웃들의 따뜻한 이야기
- 아침 퀴즈 톡 : 청취자 참여 생활정보 퀴즈 (월:부산지방기상청과 함께하는 기상퀴즈)
- 생꿀정보 : 생활 속 꿀팁을 전하는 생활 상식 깨알 정보

## 요일 코너

### 월요일
- 아침 N 커피(커피비평가협회장, 서원대학교 교양학부 박영순 교수)
- 이웃집 변호사(법무법인 대륜 강두진 변호사)

### 화요일
- 같이 걸을까(울산문화관광해설사 허보경 회장)
- 닥터 Q(가정의학과/심장내과/소화기내과/신경과/안과/치과/정형외과/신경외과/비뇨기과/한방 전문의)

### 수요일
- 온 뮤직(뮤지션 류지영)
- 친절한 경제(박은영 재무교육센터 대표)

### 목요일
- 어른을 위한 동화(치유심리학자(독서치료), 이화여자대학교 평생교육원 김영아 교수)
- 닥터 Q(가정의학과/심장내과/소화기내과/신경과/안과/치과/정형외과/신경외과/비뇨기과/한방 전문의)

### 금요일
- 규인이네 별톡방(방송인 황규인)
- The 힐링 Scene!(영화치료전문가, 울산대학교 생활과학부 강혜경 교수)